# Црвени барјак (Земун)
Црвени барјак је градско насеље у Београду, лоцирано у општини Земун.

## Историја
Насеље је планирано крајем 70-их и почетком 80-их година 20. века, генералним урбанистичким планом града Београда. Изградња насеља је кренула 1982. године. Насеље је завршено и усељено 25. маја 1984. године. Црвени барјак се састоји од низа зграда, црвене и жуте боје, до карингтонки које су изграђене на угледу на карингтонке у Лондону. Црвене зграде и карингтонке изградила је некадашњи грађевински гигант „Комграп”, а жуте зграде компанија „7. јули”.

## Опис
Насеље има своју цркву, топлану и канализацију. Једно је од ретких насеља у Србији које има топлу воду из топлане. Поред се налази аутопут до Новог Сада. Има пуно паркова и зеленила. У Бојчинској улици постоји пијаца.

## Транспорт
Кроз насеље пролазе линије градског превоза: 73, 700, 703, 706 и 706Е.

## Локација
Црвени барјак се налази у западном делу Земуна. Кроз насеље саобраћају линије 73 (Батајница /железничка станица/—Нови Београд /Блок 45/),703 (Угриновци-Земун/Кеј ослобођења/), 706 (Батајница—Зелени венац), 706Е (Аеродром Батајница—Земун /Кеј ослобођења) и 706Н (Батајница—Трг републике).

## Историја
Цело насеље је изграђено и насељено 1984. године. Изграђено је као идеја о урбанизацији града Београда. Компанија „Комграп” и „7. јули” су изградиле стамбене зграде, а карингтонке (дуплекси) по угледу на Велику Британију је изградила такође компанија „Комграп”. Насеље је отворено 25. маја 1984. године на Дан младости.